# Ulf Ickerodt

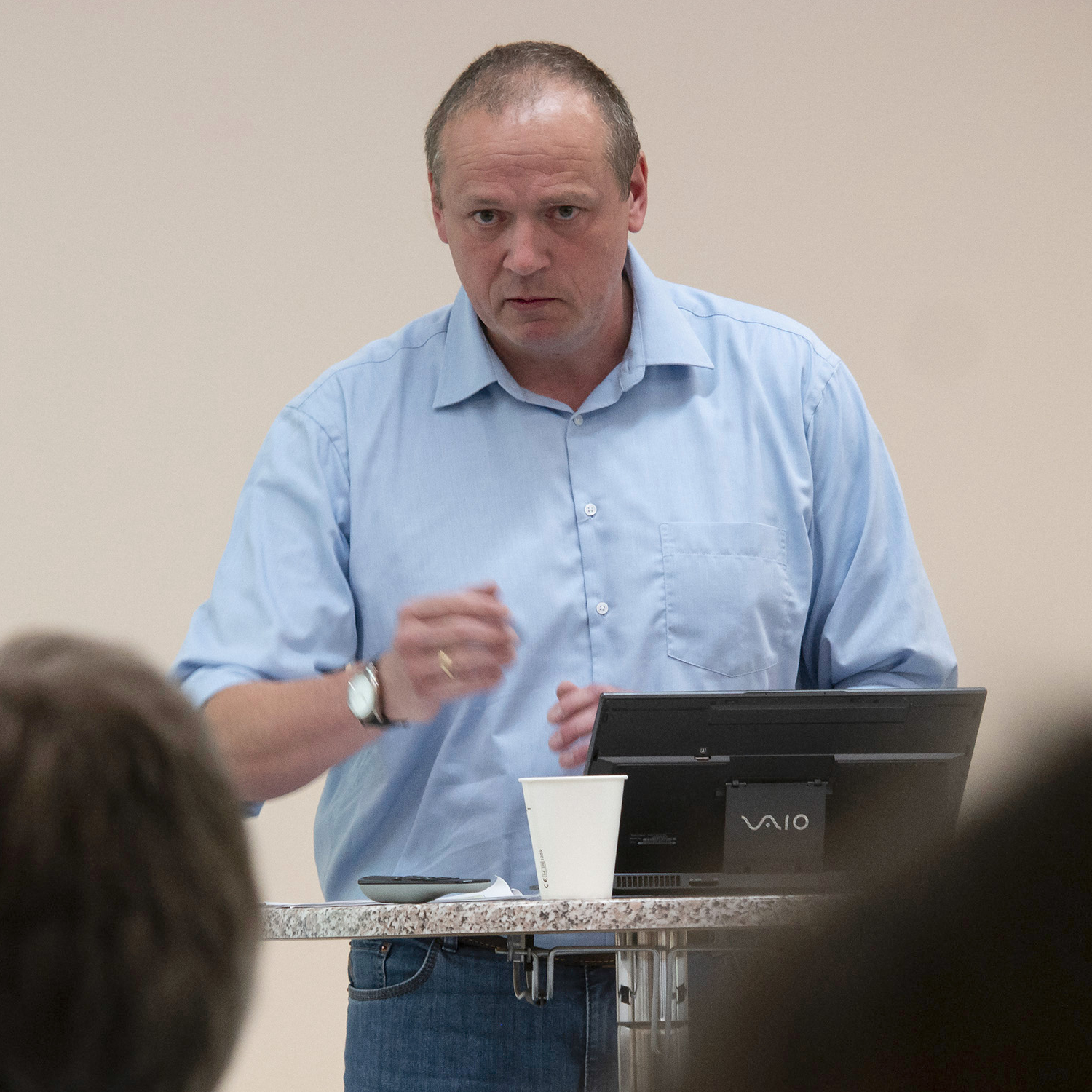
Ulf Ickerodt beim Vortrag auf der DGUF-Jahrestagung 2018 in München

Ulf Ickerodt (* 17. September 1966) ist ein deutscher prähistorischer Archäologe und Landesarchäologe von Schleswig-Holstein.

## Leben
Ulf Ickerodt studierte an den Universitäten Bonn und Köln Vor- und Frühgeschichte und im Nebenfach Klassische Archäologie und Ethnologie/Altamerikanistik. In Köln schloss er sein Studium mit einer Magisterarbeit zu mesolithischen und neolithischen Widerhakenspitzen im circum-alpinen Bereich ab. An der Universität Halle wurde er 2005 mit einer Arbeit über die rezeptions- und mentalitäts- bzw. wirkungsgeschichtliche Bedeutung der Archäologie promoviert.
Ulf Ickerodt arbeitete zunächst bei verschiedenen Grabungsfirmen und Landesdenkmalämtern. Dabei führte er praktische Grabungstätigkeiten in mehreren Bundesländern aus sowie für die Universität Frankfurt in Burkina Faso. Nach einem von umfangreicher Grabungstätigkeit geprägten Lebensabschnitt wechselte er an das Niedersächsische Landesamt für Denkmalpflege. Dort betreute er das trilaterale Kulturlandschaftsprojekt LancewadPlan. Daran schloss sich eine zweisemestrige Vertretungsprofessur in Hamburg an. Danach wechselte Ickerodt zum Archäologischen Landesamt Schleswig-Holstein (ALSH), wo er zunächst am transnationalen UNESCO-Welterbeantrag „Viking age sites in northern Europe. A transnational serial nomination to UNESCO’s world heritage list“ mitarbeitete, bevor er zunächst stellvertretender und 2018 dann Leiter des Archäologischen Landesamt Schleswig-Holstein wurde. Er verfolgt eine planungsorientierte Denkmalpflege, in deren Zentrum eine aktive Bürgerbeteiligung steht.

## Forschung
Seine wissenschaftlichen Publikationen gelten sehr verschiedenen Themen. Neben der Publikation von Grabungsprojekten bzw. deren Teilaspekten stehen forschungsgeschichtliche und wissenschaftstheoretische Themen im Mittelpunkt seiner Interessen. In den letzten Jahren hat er mit einer grundlegenden Aufarbeitung der Geschichte der archäologischen Denkmalpflege in Schleswig-Holstein begonnen. Daneben forscht er zum Bereich Denkmalpflegemanagement und zum Kulturlandschaftsmanagement. Ein besonderer Schwerpunkt sind die Auseinandersetzung mit dem Verhältnis von Archäologie und Gesellschaft.